# Danh sách sự kiện lịch sử Trung Quốc
Dưới đây là danh sách về các sự kiện lịch sử quan trọng đã diễn ra trong Lịch sử Trung Quốc. Xem Lịch sử Trung Quốc, Niên biểu lịch sử Trung Quốc

## Thượng Cổ
- Trận Phản Tuyền
- Trận Trác Lộc
- Đại Vũ trị thủy

## Nhà Hạ
- Tập hợp ở Đồ Sơn
- Hưởng thụ ở Quân Đài
- Thái Khang mất nước
- Thiếu Khang trung hưng
- Trận Minh Điều

## Nhà Thương
- Thương Thang diệt Hạ
- Bàn Canh dời đô
- Vũ Đinh trung hưng
- Trận Mục Dã

## Nhà Chu
- Vũ Vương phạt Trụ
- Khỏi dĩ thương chính
- Loạn tam Giám
- Vinh Công chuyên lợi
- Vệ vu giam báng
- Bạo động quốc nhân
- Chu Triệu cộng hòa
- Tuyên vương trung hưng
- Bình Vương dời đô

## Xuân Thu
- Quản Bảo giao tranh
- Trận Trường Thượt
- Liên minh Quỳ Khâu
- Trận Hoằng Thủy
- Trận Thành Bộc
- Trận đất Hào
- Trận đất Bí
- Trận Yên Lăng
- Liên minh Nhị Binh
- Nếm mật nằm gai

## Chiến Quốc
- Ba nhà chia Tấn
- Họ Điền thay Tề
- Vây Ngụy cứu Triệu-Trận Quế Lăng
- Trận Mã Lăng
- Từ Châu tương vương
- Biến pháp Thương Ưởng
- Hợp tungLiên hoành
- Trận Y Khuyết
- Hồ phục kỵ xa
- Hoàn bích quy Triệu
- Phụ kinh thỉnh tội
- Liên minh Thằng Trì
- Trận Trường Bình

## Nhà Tần
- Lễ phong thiện ở núi Thái Sơn
- Đốt sách chôn Nho
- Dựng cờ khởi nghĩa
- Trận Cự Lộc

## Chiến tranh Hán-Sở
- Yến Hồng Môn
- Ám độ Trần Thương
- Trận Thành Cao
- Trận Cai Hạ

## Tây Hán
- Trận vây hãm Bạch Đăng
- Loạn họ Lữ
- Văn Cảnh chi Trị
- Loạn bảy nước
- Bãi truất bách gia
- Thôi Ân lệnh
- Trương Khiên đi sứ Tây vực-Con đường tơ lụa
- Dương Khả cáo mân
- Luận về muối sắt
- Đồn điền
- Họa đồng cốt
- Luận đài chiếu
- Chiêu Tuyên trung hưng
- Hội nghị Thạch Cử Các

## Nhà Tân
- Biến pháp Vương Mãng
- Khởi nghĩa Lục Lâm Xích Mi
- Trận Côn Dương

## Đông Hán
- Quang Vũ trung hưng
- Án họ Âm
- Minh Chương chi Trị
- Hội nghị Bạch Hổ Quan
- Loạn ngoại thích, hoạn quan
- Họa đảng cố
- Khởi nghĩa Hoàng Cân

## Tam Quốc
- Trận Quan Độ
- Trận Xích Bích
- Tam cố thảo lư
- Trận Tương Phiền
- Thủy Yên thất quân
- Trận Di Lăng
- Bảy lần bắt sống Mạnh Hoạch
- Sáu lần ra Kỳ Sơn
- Trận Ngũ Trượng Nguyên
- Sự kiện Cao Bình Lăng

## Tây Tấn
- Nhị Vương tranh công
- Thái Khang phồn vinh
- Ngũ Hồ nội thiên
- Hội nghị Tỷ Nhung
- Loạn Bát Vương
- Loạn Vĩnh Gia
- Ngũ Hồ loạn Hoa
- Chức điền

## Đông Tấn
- Vương Mã thâu tóm thiên hạ
- Tổ Địch bắc phạt
- Loạn Vương Đôn
- Nhiễm Mẫn sát Hồ
- Hoàn Ôn bắc phạt
- Canh Tuất thổ đoạn
- Trận Phì Thủy
- Loạn Hoàn Huyền

## Nam Bắc Triều
- Nguyên Gia chi Trị
- Bắc Ngụy thống nhất phương bắc
- Sự kiện ngục tù Quốc sử
- Thần diệt luận luận chiến
- Cuộc cải cách của Hiếu Văn Đế
- Khỏi nghĩa Đại Thừa giáo
- Đại khởi nghĩa Lục Trấn
- Khởi nghĩa Hà Bắc
- Biến cố Hà Âm
- Chiến dịch Sa Uyển
- Loạn Hầu Cảnh
- Vũ đế diệt Phật

## Nhà Tùy
- Khai Hoàng chi Trị
- Đại Vận Hà
- Ba lần chinh phạt Cao Ly

## Nhà Đường
- Trận Hổ Lao
- Chính biến Huyền Vũ Môn
- Trinh Quán chi Trị
- Khai Nguyên chi Trị
- Loạn An Sử
- Biến cố Mã Ngôi Dịch
- Tranh chấp đảng Ngưu Lý
- Hội Xương phế Phật
- Sự kiện Cam Lộ
- Nhị vương bát Tư mã
- Phiên trấn cát cứ
- Biến cố Bàng Huân
- Khởi nghĩa Vương Tiên Chi
- Khởi nghĩa Hoàng Sào

## Ngũ Đại Thập Quốc
- Mười sáu châu Yên Vân

## Nhà Liêu
- Điều ước Hoàng Độ
- Khởi sự Đại Duyên Lâm
- Loạn Trọng Nguyên
- Oán quân hoa biến
- Khởi sự Tiêu Can

## Nhà Tống
- Binh biến Trần Kiều
- Mượn chén rượu bỏ binh quyền
- Trận Cao Lương Hà
- Trận Ngõa Kiều Quan
- Trận Kỳ Câu Quan
- Khởi nghĩa Vương Tiểu Ba
- Liên minh Thiền Uyên
- Chiến tranh Tống Hạ
- Tân chính Khánh Lịch
- Canh thú pháp
- Nghĩa trang tộc điền
- Biến pháp Vương An Thạch
- Nguyên Phong cải chế
- Nguyên Hữu canh hóa
- Khởi nghĩa Phương Lạp
- Liên minh Hải Thượng
- Biến cố Tĩnh Khang
- Trận Yển Thành
- Thiệu Hưng nghị hòa
- Long Hưng nghị hòa
- Khánh Nguyên đảng cấm
- Trận Điếu Ngư Thành
- Trận Tương Phiền
- Hải chiến Nhai Sơn

## Nhà Kim
- Trận Xuất Hà Điếm
- Chính biến Hải Lăng Vương
- Khởi nghĩa Di Lạt Oa Oát
- Cửu Công phong kiến
- Trận Tam Phong Sơn ở Quân Châu

## Tây Hạ
- Trận Tam Xuyên Khẩu
- Tống Hạ nghị hòa
- Loạn Ngoa Bàng
- Nhâm Đắc Kính phân nước

## Nhà Nguyên
- Hải chiến Nhai Sơn
- Nguyên Mông xâm lược Nhật Bản
- Loạn Hải Đô
- Loạn Nãi Nhan
- Duyên Hữu kinh lý
- Biến cố Nam Pha
- Tân chính Chí Chính
- Khởi sự Hồng Cân Quân

## Nhà Minh
- Bảng án Nam Bắc
- Dân tỉ phú
- Chiến dịch Bộ Ngư Nhi Hải
- Án Quách Hoàn
- Án Không Ấn
- Án Lam Ngọc
- Án Hồ Duy Dung
- Chiến dịch Tĩnh Nan
- Trịnh Hòa vượt biển sang Tây Dương
- Khởi nghĩa Đường Tái Nhi
- Nhân Tuyên chi Trị
- Hán Vương làm phản
- Biến cố Thổ Mộc Bảo
- Khởi nghĩa Đặng Mậu Thất
- Khởi nghĩa Diệp Tông Lưu
- Biến cố Đoạt Môn
- Biến cố Tào Thạch
- Khởi nghĩa lưu dân ở Kinh Tương (Lưu Thông), (Lý Nguyên)
- Đại thắng Ứng Châu
- Loạn Thần Hào
- Đại lễ nghi
- Biến cố Canh Tuất
- Trận động đất lớn năm Gia Tĩnh
- Vạn Lịch ba lần chinh phạt
- Bá điền kháng tô
- Khoáng thuế
- Án Yêu Thư
- Sở thái tử ngục
- Tranh quốc bản
- Tề Sở chiết đảng
- Đảng Đông Lâm
- Đảng Hoạn
- Biến cố Nô tỳ
- Án Hồng Hoàn
- Vụ nổ lớn năm Thiên Khải
- Khởi nghĩa Từ Hồng Nho
- Khởi nghĩa Lý Tự Thành
- Khởi nghĩa Trương Hiến Trung

## Nhà Thanh
- Trận Sơn Hải Quan
- Đào nhân pháp
- Lệnh rào đất
- Lệnh cắt tóc
- Gia Định tam đồ
- Mười ngày ở Dương Châu
- Loạn Tam Phiên
- Lệnh dời biển
- Điều ước Ni Bố Sở
- Tây học đông Tiệm
- Án Tấu Tiêu
- Án Khoa Trường
- Án Chu tam thái tử
- Cải thổ quy lưu
- Thập toàn võ công
- Khởi nghĩa Vương Luân
- Khởi nghĩa Lâm Sảng Văn
- Khởi nghĩa Bạch Liên Giáo ở Xuyên Sở
- Thiên Lý Giáo
- Thiên Địa Hội
- Chính sách bế quan tỏa cảng
- Hổ Môn bán thuốc
- Chiến tranh thuốc phiện
- Tam Nguyên Lý kháng cự quân Anh
- Thái Bình Thiên Quốc
- Khởi nghĩa Hồng binh ở Quảng Đông
- Khởi nghĩa Tiểu Đao Hội ở Thượng Hải
- Niệm Quân
- Chiến tranh thuốc phiện lần 2
- Điều ước Ái Hồn
- Chính biến Tân Dậu
- Thùy liêm thính chính
- Vận động Dương vụ
- Chiến tranh Trung Pháp
- Chiến tranh Giáp Ngọ
- Điều ước Mã Quan
- Ba nước can thiệp
- Biến pháp Mậu Tuất
- Phong trào Nghĩa Hòa Đoàn
- Bồi thường Canh Tử
- Chiến tranh Nhật-Nga
- Mật ước Nhật-Nga
- Án Tô Báo
- Phong trào du học cuối thời Thanh
- Quốc hữu hóa đường sắt
- Phong trào thu hồi quyền khoáng lộ
- Phong trào thỉnh nguyện Quốc hội
- Phong trào bảo vệ đường ở Tứ Xuyên
- Khởi nghĩa Vũ Xương

## Trung Hoa Dân Quốc
- Cuộc cách mạng lần 2
- Khởi nghĩa Bạch Lãng
- Chiến tranh giữ nước
- Phong trào bảo vệ Hiến pháp
- Hội nghị Paris
- Hội nghị Washington
- Chiến tranh Trực Hoàn
- Chiến tranh Trực Phụng
- Thảm án 27
- Khởi nghĩa Thu Thu
- Khởi nghĩa Quảng Châu
- Sự kiện đồn Hoàng Cô
- Chiến tranh Bắc phạt
- Chiến dịch Chiết Cám
- Thảm án Tế Nam
- Đại chiến Trung Nguyên
- Sự biến 128
- Sự biến Phúc Kiến
- Phong trào sinh hoạt mới
- Sự biến Hoa Bắc
- Kháng chiến Trường Thành
- Sự kiện Thất Quân Tử
- Sự biến Tây An
- Chiến tranh kháng Nhật
- Sự biến 77-Sự biến Lư Câu Kiều
- Phong trào kháng Bạo
- Trận Tùng Hỗ
- Chiến dịch Nương Tử Quan
- Thảm sát Nam Kinh
- Chiến dịch Đài Nhi Trang
- Trận Vũ Hán
- Sự biến Hoàn Nam
- Trận Trường Sa
- Đại chiến Bách Đoàn
- Viễn chinh Miến Điện
- Sự kiện Sử Địch Uy
- Phong trào tăng cường trị an
- Chiến dịch Dự Tương Quế
- Cải cách ruộng đất ở Trung Quốc
- Chiến dịch Liêu Thẩm
- Chiến dịch Hoài Hải
- Chiến dịch Bình Tân
- Khôi phục Đài Loan
- Sự kiện 228
- Chiến dịch Kim Môn
- Hòa ước Trung-Nhật
- Trận pháo kích Kim Môn (Pháo chiến 823)
- Khủng bố Bạch Sắc
- Sự kiện đảo Mỹ Lệ
- Động viên dẹp yên loạn lạc
- Cuộc bầu cử Tổng thống Trung Hoa Dân Quốc năm 2000
- Cuộc bầu cử Tổng thống Trung Hoa Dân Quốc năm 2004

## Cộng hòa Nhân dân Trung Hoa
- Chiến dịch Độ Giang
- Lễ khai quốc chào mừng thành lập nước Cộng hòa Nhân dân Trung Hoa
- Chiến tranh Triều Tiên
- Chiến dịch trăm hoa đua nở
- Chiến dịch chống phe hữu
- Đại nhảy vọt
- Phong trào Công xã nhân dân hóa
- Hội nghị Lư Sơn 1959
- Nạn đói lớn ở Trung Quốc
- Chiến tranh Trung-Ấn
- Chiến tranh Việt Nam
- Cách mạng văn hóa
- Phong trào đi xuống Nông thôn
- Sự kiện đảo Trân Bảo Trung Xô
- Hải chiến Hoàng Sa 1974
- Lâm Bưu bỏ trốn
- Richard Nixon viếng thăm Trung Hoa
- Phong trào 45
- Động đất Đường Sơn 1976
- Tứ hiện đại hóa
- Cải cách kinh tế Trung Quốc
- Chiến tranh biên giới Việt-Trung, 1979
- Sự kiện Thiên An Môn
- Đập Tam Hiệp
- Sự kiện trao trả chủ quyền Hồng Kông
- Sự kiện trao trả chủ quyền Áo Môn
- Sự kiện Pháp Luân Công
- Sự kiện SARS
- Động đất Tứ Xuyên năm 2008